# 강주은 (배우)
강주은(2006년 3월 22일 ~ )은 대한민국의 배우이다.

## 학력
- 한림연예예술고등학교 연예과
- 세종대학교 영화예술학과-연기예술전공

## 연기 활동

### KBS
- 2012년 《노숙자씨의 행방》 (KBS2) - 슬이 역
- 2013년 《코파반장의 동화수사대》 (KBS2)
- 2014년 《당신만이 내사랑》 (KBS1) - 노우리 역
- 2015년 《파랑새의 집》 (KBS1) - 어린 정애 역 (김혜선 아역)
- 2016년 《구르미 그린 달빛》 (KBS2) - 풍등 소녀 역

### 타방송사
- 2012년 《부탁해요 캡틴》 (SBS) - 승객 역
- 2012년 《도롱뇽도사와 그림자조작단》 (SBS) - 어린 태은 역 (손나은 아역)
- 2012년 《천 번째 남자》 (MBC) - 이천희 딸 역
- 2012년 《니가 깜짝 놀랄만한 얘기를 들려주마》 (채널A) - 주은 역
- 2013년 《주군의 태양》 (SBS) - 인형 속에 있는 귀신 역
- 2014년 《유나의 거리》 (JTBC) - 어린 강유나 역 (김옥빈 아역)
- 2014년 《괜찮아, 사랑이야》 (SBS) - 어린 지해수 역 (공효진 아역)
- 2014년 《야경꾼 일지》 (MBC) - 어린 박수련 역 (서예지 아역)
- 2014년 《러브 인 메모리 2》 (웹드라마) 어린 수정 역
- 2015년 《용팔이》 (SBS) - 소라 역
- 2015년 《신통방통 공룡슈퍼》 (EBS) - 백마리 역
- 2016년 《역사가 술술》 (EBS)
- 2016년 《초등생활 매너백서》 (EBS) - 주은 역
- 2017년 《말랑말랑 도우랑》 (디즈니 주니어) - 주은 쉐프 역
- 2018년 《액체괴물 멜랑》 (디즈니 주니어) - 주은 역
- 2018년 《미스터리유물도둑과 역사탐정단》 (EBS)

### 타방송사 방송 출연
- 2013년 《딩동댕 유치원》 (EBS) - MC 주니 역
- 2016년 《공감토크 대세다》 (KTV) - MC
- 2017년 《5학년 여름방학생활》 (EBS) - MC
- 2018년 《2학년 겨울방학생활》 (EBS) - MC
- 2020년 《모여라 딩동댕》 (EBS) - 반짝이 역
- 2021년 《주브르의 봄》 (YTN) -서진 역

### 영화 출연
- 2014년 《상의원》 - 아이 (계란) 역
- 2014년 《아빠를 빌려드립니다》 - 니모 세은 역

### 광고
- 2014년 산림청 - 《병든 소나무 살리기》 편
- 2014년 해양수산부, 해양환경관리공단 - 《우리의 바다를 지켜주세요》 편
- 2015년 웅진씽크빅 - 《웅진다책이야기 놓을 수 없는 너》 편
- 2015년 DTV 코리아 - 《UHD세계가 열린다》 편
- 2020년 삼성 그랑데 AI
- 2020년 롯데칠성음료 칠성사이다 - 《1988년 외식하는 날》 편
- 2020년 공익광고협의회 - 《학교폭력 톡 쳤을 뿐인데》 편
- 2020년 한샘 - 《부엌공간, 한샘과 이야기 하세요》 편
- 2020년 동야제약 - 《박카스맛 젤리 짝사랑》 편